# Понтон д’Амекур, Гюстав

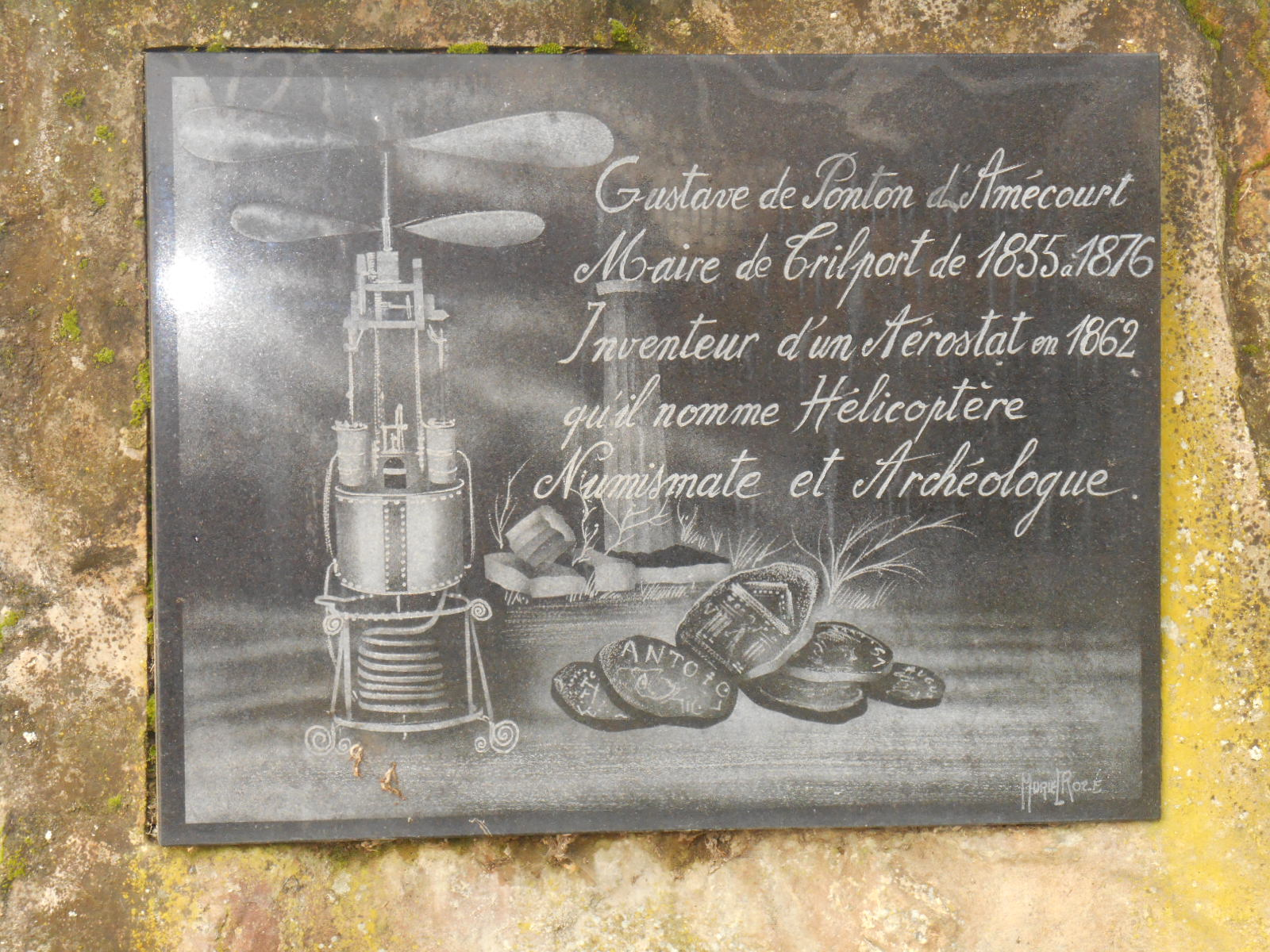
Мемориальная табличка

Гюстав Понтон д’Амекур (фр. Gustave de Ponton d'Amécourt; 16 августа 1825, Париж — 20 января 1888, там же) — французский нумизмат, археолог и изобретатель. Мэр коммуны Парижского региона Трильпор (фр. Trilport; 1856—1876). Был удостоен ордена Почётного легиона. Создатель проектов и действующей модели вертолёта. Прославился трудами по нумизматике Меровингов. Друг писателя Жюля Верна и фотографа и воздухоплавателя Надара.

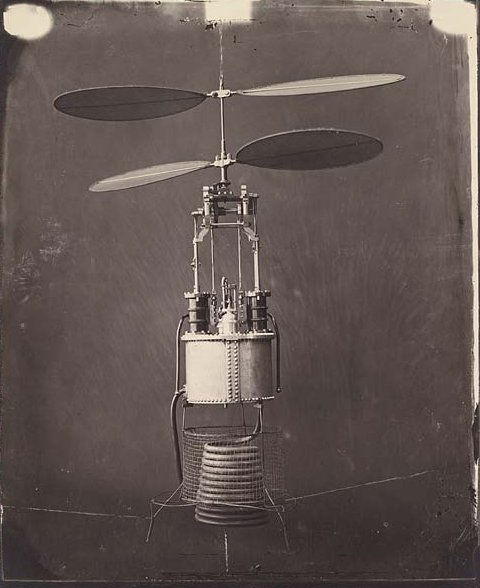
Модель вертолёта с паровым двигателем, созданная Понтоном д’Амекуром и де Лаланделем

## Проектирование вертолёта
В 1861 и 1862 годах Понтон д’Амекур получил французский и английский патенты на проект вертолёта. Один из его проектов, созданный совместно с де Лаланделем, назывался «Аэронеф» и представлял собой подобие корабля, снабжённого двумя группами несущих винтов — каждая на общем валу, горизонтальным воздушным винтом, обеспечивающим поступательное движение, а также крылом большой площади. В 1862 году Понтон д’Амекур и де Лаландель изготовили модель вертолёта с паровым двигателем, приводящим во вращение два соосных винта. Вес модели составлял 2,7 кг, из которых 2 кг приходилось на паровую машину вместе с котлом, высота — 620 мм, общая площадь лопастей — 264 кв. см. Котёл представлял собой змеевик из алюминия. Машина имела два цилиндра с диаметром 15 мм и ходом поршня 40 мм. По некоторым данным, испытание модели дало «положительные результаты».

## Нумизматика и археология
Гюстав Понтон д’Амекур был среди основателей Французского общества нумизматов (фр. Société française de numismatique; 1865). Кроме того, Понтон д’Амекур был членом историко-археологического общества Мэна.
В области нумизматики особенно важны его труды, посвящённые монетам времён Меровингов. Самый капитальный из них: «Description générale des monnaies mérovingiennes» издан после его смерти А. Бельфором (Париж, 1892—1895). Кроме статей, опубликованных в «Annuaire de la Société franç. de numismatique», отдельно были изданы «Essai sur la numismatique mérovingienne comparée а la géographie de Grégoire de Tours» (Париж, 1864).

## В литературе
Гюстав Понтон д’Амекур был близким другом писателя Жюля Верна, работы д’Амекура в определённой степени послужили источником вдохновения для жюльверновского романа «Робур-Завоеватель» (1886).